# Martina Valcepina
Martina Valcepina (ur. 4 czerwca 1992 w Bormio) – włoska łyżwiarka szybka, specjalizująca się w short tracku, mistrzyni Europy.
Startowała na Igrzyskach w Vancouver – w biegu na 500 metrów zajęła 31. miejsce, a w sztafecie na 3000 metrów była siódma. Podczas igrzysk w Soczi wywalczyła brązowy medal w sztafecie. Na zimowych igrzyskach olimpijskich w Pekinie wywalczyła srebrny medal w konkurencji sztafety mieszanej.